# Великобритания на «Евровидении-1995»
Великобритания принимала участие в юбилейном, сороковом выпуске телевизионного конкурса Евровидение-1995, который состоялся 13 мая в театре "Пойнт" в Дублине, Ирландия. Страну представляла хип-хоп-группа Love City Groove с песней Love City Groove, написанной её участниками - Полом Харди, Татьяной Маис, Стивеном Радденом и Джеем Уильямсом. По итогам голосования они заняли десятое место из 23, набрав 76 очков. Тем не менее, Love City Groove стала предшественницей британской заявки на Евровидение-1996 Ooh Aah... Just a Little Bit в исполнении Джины Джи. Конкурс был показан BBC на канале BBC One с комментариями Терри Вогана. Глашатаем от Великобритании был Колин Берри.

## До «Евровидения»

### A Song for Europe 1995
Начиная с самого первого участия на Евровидение в 1957 году британский вещатель BBC организовывал национальный отбор под названием A Song for Europe для выбора исполнителя и песни. С 1992 года BBC использовало A Song for Europe только для выбора песни, в то время как кандидатуры исполнителей утверждались внутри телекомпании. Однако после того, как представительница Великобритании Фрэнсис Раффель финишировала десятой на Евровидение-1994 было принято решение вернуться к формату 1991 года, подразумевавшему наличие нескольких исполнителей и песен. A Song for Europe 1995 состоялся 31 марта в телецентре BBC в Лондоне. Ведущим был Терри Воган. Финалу предшествовал специальный выпуск программы Top of the Pops, вышедший 24 марта 1995 года и представивший восемь заявок для участия в A Song for Europe 1995. Эти же восемь заявок прозвучали в финале, где каждую из них представляло известное лицо британского шоу-бизнеса. Среди них была Шерил Бейкер, вокалистка группы Bucks Fizz, победительницы Евровидение-1981. Посредством публичного телеголосования определялся победитель.
| Порядковый номер | Исполнитель      | Название песни                         | Автор(ы)                                                   | Голоса  | Место |
| ---------------- | ---------------- | -------------------------------------- | ---------------------------------------------------------- | ------- | ----- |
| 1                | Deuce            | I Need You                             | Иэн Курноу, Фил Хардинг, Роберт Кин                        | 73,467  | 3     |
| 2                | Paul Harris Band | Spinning Away                          | Пол Харрис, Мартин Смит                                    | 19,239  | 7     |
| 3                | Londonbeat       | I'm Just Your Puppet on a... (String!) | Джимми Чемберс, Лиам Хеншолл, Джимми Хелмс, Джордж Чендлер | 35,434  | 6     |
| 4                | Sox              | Go for the Heart                       | Саманта Фокс, Джонатан Дёрно                               | 65,436  | 4     |
| 5                | Fff              | Then There's a Knock at the Door       | Эрик Стюарт, Грэм Гулдман                                  | 17,216  | 8     |
| 6                | Dear Jon         | One Gift of Love                       | Грэм Ватсон                                                | 81,359  | 2     |
| 7                | Саймон Спиро     | Rainbows and You                       | Джон Уилсон, Малкольм Мэддок                               | 43,299  | 5     |
| 8                | Love City Groove | Love City Groove                       | Пол Харди, Татьяна Маис, Стивен Радден, Джей Уильямс       | 140,174 | 1     |

## На «Евровидении»
Согласно правилам, введённым Европейским вещательным союзом в 1993 году, к участию на Евровидение-1995 допускаются страны-участницы конкурса прошлого года, кроме тех, кто занял последние семь мест и "пассивные участники", которые только транслировали конкурс прошлого года, но не участвовали в нём. Поскольку Великобритания заняла десятое место на Евровидение-1994, то она была допущена к участию. Группа Love City Groove выступала под номером 15, между Бельгией и Португалией. Их хип-хоп-композиция была несвойственна эстрадному звучанию, доминировавшему на тот период времени на конкурсе. По итогам голосования группа заняла десятое место из 23, набрав 76 очков, включая 12 очков от Австрии и Франции и разделив данный результат с Мальтой. 12 очков британское жюри присудило Израилю и 0 очков России. Россия присудила Великобритании 1 очко. Дирижёром оркестра во время исполнения британской заявки был Майк Диксон.

### Голосование
| Очки      | Страна                      |
| --------- | --------------------------- |
| 12 баллов | - Австрия - Франция         |
| 10 баллов | - Португалия                |
| 8 баллов  |                             |
| 7 баллов  | - Бельгия - Венгрия - Дания |
| 6 баллов  |                             |
| 5 баллов  | - Израиль - Польша - Швеция |
| 4 балла   | - Босния и Герцеговина      |
| 3 балла   |                             |
| 2 балла   |                             |
| 1 балл    | - Ирландия - Россия         |

| Очки      | Страна   |
| --------- | -------- |
| 12 баллов | Израиль  |
| 10 баллов | Словения |
| 8 баллов  | Испания  |
| 7 баллов  | Мальта   |
| 6 баллов  | Швеция   |
| 5 баллов  | Австрия  |
| 4 балла   | Норвегия |
| 3 балла   | Кипр     |
| 2 балла   | Турция   |
| 1 балл    | Франция  |